# 聖咲奇
聖 咲奇（ひじり さき、1952年 - 2025年8月1日）は、日本のフリーライター、編集者。京都府出身。日本SF作家クラブ会員。
高校卒業後、東京で演劇の音楽を担当。怪奇SF映画同人誌「不死者画報」を発行。また、竹内博が主催する、日本で最初期の怪獣映画を研究する同人集団『怪獣倶楽部』に参加。
その後 ライターとして数々の雑誌に携わり、当時「てれびくん」編集者だった安井尚志の紹介で企画者104に入り、日本初の「スターウォーズ」ムックを編集。TV版「スパイダーマン」「バトルフィーバーJ」の企画に関わり、「亜空大作戦スラングル」の脚本を執筆。
朝日ソノラマ「ファンタスティック・コレクション・アルバム」「マンガ少年 別冊」の編集を担当。1979年に雑誌「宇宙船」の企画・構成担当になり、1980年に創刊し20年近く雑誌に関わる。
現在、アミューズメントメディア総合学院講師。

## 著書

### 単著
- フラッシュ・ゴードンの思春記 : 50年代・60年代超現実映画史（朝日ソノラマ、1988年） - 雑誌「宇宙船」の連載をまとめたもの
- 電子頭脳映画史 : 「メトロポリス」から新「スターウォーズ」まで（アスキー、1997年）
- 百万人の超現実 : 特撮・怪獣・SF・ホラーキーワードlib（朝日ソノラマ、2003年） - 雑誌「宇宙船」の連載をまとめたもの

### 共著
- SF怪獣と宇宙戦艦（徳木吉春との共著、小学館、コロタン文庫 39、1979年）
- 世界の妖怪全(オール)百科（竹内義和との共著、小学館、コロタン文庫 62、1983年）
- eBay探検入門 : 世界最大のオークションサイト（eBay探検隊との共著、九天社、2004年）

### 連載記事
- 『フラッシュ・ゴードンの思春記』（雑誌「宇宙船」、1980年頃から1986年頃まで） - 1950から1960年代の特撮映画の歴史を「タイムマシンによる調査隊の記録」の趣向で記した。後に単行本化。
- 『SF/ホラーターム キーワードLIB』（雑誌「宇宙船」、1989年夏号から10年以上） - 特撮に関する用語を50音順で解説。後に単行本化。

## 映像関連
- 亜空大作戦スラングル（1983年） - 脚本を担当（全52話中8話）。
- 巨乳ハンター（1990年） - オリジナルビデオ版のCGを担当。